# ¡WAKE YOUR LOVE!
『¡WAKE YOUR LOVE!』（ウェイクユアーラブ）は、moveの16枚目のシングル。

## 概要
- それまでのm.o.v.eの路線と全く違うラテン調の曲。
- 最初の文字は「i（アイ）」ではなくスペイン語の「¡（逆感嘆符）」である。

## 収録曲

### CD
1. ¡WAKE YOUR LOVE!
  - 作詞：motsu、作曲：Puertronic編曲：Puertronic・Charlie K
  - テレビ東京系アニメ、アソボット戦記五九エンディングテーマ
  - テレビ神奈川、新車情報エンディングテーマ
2. T.R.A.P.
  - 作詞：motsu 作曲・編曲：t-kimura
3. stay with me.. (Groove That Soul Mix)
  - 作詞：motsu 作曲・編曲：t-kimura
4. ¡WAKE YOUR LOVE! (Puertronic mix)
5. ¡WAKE YOUR LOVE! (Instrumental)
6. T.R.A.P. (Instrumental)

### DVD
正式タイトルは「¡WAKE YOUR LOVE!DVD」。PVとメーキングがあります。
1. ¡WAKE YOUR LOVE! DVD
2. MAKING of
3. about motsu RAP vol.Ⅱ
4. Q&A's